# Stade Jean-Bruck
Le stade Jean-Bruck est un stade situé vers le centre-ville de Dreux. Anciennement baptisé Stade du Vieux-Pré, en référence au quartier où il se situe, il est renommé le 11 janvier 2014, en l'honneur de l'ancien adjoint municipal chargé des sports de 1983 à 2008, et constructeur du stade, Jean Bruck,. 

## Stade omnisports
Ce stade Municipal de Dreux est aménagé en 1920. Il s’appelle « Stade du Vieux pré » jusqu'au 11 janvier 2014. Le nom « Vieux pré » vient de celui de la place à côté du stade. Conseiller Municipal et membre du Dreux AC Athlétisme, Jean Bruck est à l'origine de sa réhabilitation. Le stade Jean-Bruck accueille notamment les matchs du FC drouais sur le terrain n°1 (pelouse naturelle), qui attirent le plus de spectateurs. Sa capacité est de 2 650 spectateurs dont 740 en tribune. Il mesure 105 mètres sur 68, et est doté de 6 vestiaires. Il y a une buvette, une infirmerie et des sanitaires. Il est classé niveau 4 par la FFF. 
Le record d'affluence est établi le 5 janvier 2013 lors du 1/32ème de finale de la Coupe de France (défaite 1-5 des Drouais face à l'AS Nancy-Lorraine, club de Ligue 1) avec 2650 spectateurs présents. Le stade a fait l'objet d'une inspection par une commission de la FFF sur la sécurité, les vestiaires, le bloc médical, les tribunes et le terrain qui finit par un avis favorable.
Mais le stade accueille également le Dreux Athletic Club Tennis (ou DAC Tennis), le club de tennis de Dreux qui a pour surface la terre battue, le béton poreux et la résine.
Le stade accueille aussi les matchs de football américain (et de cheerleading) du Club des Monarchs de Dreux, sur le terrain n°3.
Le stade Jean-Bruck possède aussi une piste de 250 mètres et de 400 mètres, qui entourent respectivement un terrain de handball, et le terrain de football du FC drouais. La piste d'athlétisme a, aussi, un club résidant, en l’occurrence le Dreux AC Athlétisme, qui forme et a formé nombre d'athlètes, plusieurs fois Champion de France, et même une Championne du Monde Cadette de Triple Saut en 2011 à Lille, Sokhna Galle.
Le palais des sports de Dreux fait partie du stade Jean-Bruck et reçoit les matchs des équipes de Dreux de handball, de volley-ball, de basket-ball et aussi certaines compétitions de judo.

## Panorama

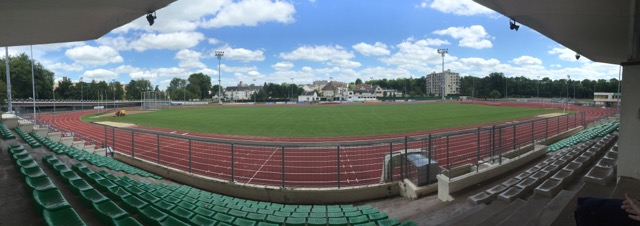
Le stade Jean-Bruck, vu des tribunes, en 2015.